# 海尼采
海尼采（捷克语：Hejnice），旧称海德霍夫（德语：Haindorf）是捷克的城鎮，位於該國北部，由利貝雷茨州負責管轄，面積38.19平方公里，海拔高度375米，主要的經濟活動是工業和旅遊業，2005年人口2,735。